# Rivoluzione abbaside
La rivoluzione abbaside fu l'estromissione del califfato Omayyade (661–750), il secondo dei quattro maggiori califfati nella storia del primo Islam, da parte degli Abbasidi, che si arrogarono il diritto di creare un nuovo califfato "benedetto" (750–1258). 
Salendo al potere tre decenni dopo la morte del profeta musulmano Maometto e subito dopo il Califfato dei Rashidun, gli Omayyadi avevano costituito un impero arabo che governava su una popolazione che era composta prevalentemente da non-Arabi e da non-musulmani. I non arabi erano trattati come cittadini di seconda classe, indipendentemente dal fatto che si fossero convertiti all'Islam, e questo malcontento portò al rovesciamento degli Omayyadi. La famiglia degli Abbasidi era discendente dal Profeta.
La rivoluzione segnò di fatto la fine dell'impero arabo e l'inizio di uno Stato multietnico più inclusivo, in Vicino e Medio Oriente. Ricordata come una delle rivoluzioni meglio organizzate della storia islamica, essa riorientò l'attenzione del mondo musulmano verso oriente.

## Scenario
Dagli anni 740, l'Impero degli Omayyadi si trovò in condizioni critiche. Una disputa per la successione, nel 744, portò alla terza guerra civile musulmana, che imperversò in tutto il Vicino Oriente per due anni. L'anno successivo, al-Dahhak ibn Qays al-Shaybani promosse una ribellione kharigita che continuerà fino al 746. Contemporaneamente a ciò, scoppiò una ribellione in reazione alla decisione presa da Marwan II, di spostare la capitale da Damasco a Harran, con la conseguente distruzione di Homs nel 746. Solo nel 747 Marwan II fu in grado di pacificare le province; la rivoluzione abbaside iniziò in pochi mesi.
Nasr ibn Sayyar venne nominato governatore del Khorosan da Hisham ibn 'Abd al-Malik nel 738. Egli mantenne l'incarico durante il corso della guerra civile, venendo confermato da Marwan II alla fine della guerra.
Le ampie dimensioni territoriali del Khorasan e la bassa densità della popolazione, fecero sì che gli abitanti arabi - militari e civili - vivessero in gran parte al di fuori dei presidi costruiti durante la diffusione dell'Islam. Questo era in contrasto con il resto delle province omayyadi, dove gli Arabi tendevano ad isolarsi in campi fortificati, evitando l'interazione con la popolazione del posto. I coloni arabi in Khorasan abbandonarono il loro tradizionale stile di vita e si integrarono con i nativi. Mentre i matrimoni misti con gli Arabi erano scoraggiati o addirittura vietati in altre parti dell'Impero, divennero, con il passar del tempo, normali in Khorasan; gli Arabi iniziarono ad adottare l'abbigliamento persiano e le due lingue si influenzarono a vicenda, facendo cadere le barriere etniche.

## Cause
Il sostegno alla rivoluzione abbaside venne da persone di diversa estrazione, con quasi tutti i settori della società che si impegnarono nell'opposizione armata al dominio degli Omayyadi. Ciò fu particolarmente vero per i musulmani di discendenza non araba, anche se gli stessi musulmani arabi non erano in buona misura contenti degli Omayyadi e dell'autorità centralizzata che andava a scapito dei loro stili di vita nomade. Sia sunniti che sciiti sostennero gli sforzi per detronizzare gli Omayyadi, come fecero i sudditi non-musulmani dell'impero che risentivano della discriminazione religiosa.

### Malcontento tra i musulmani alidi

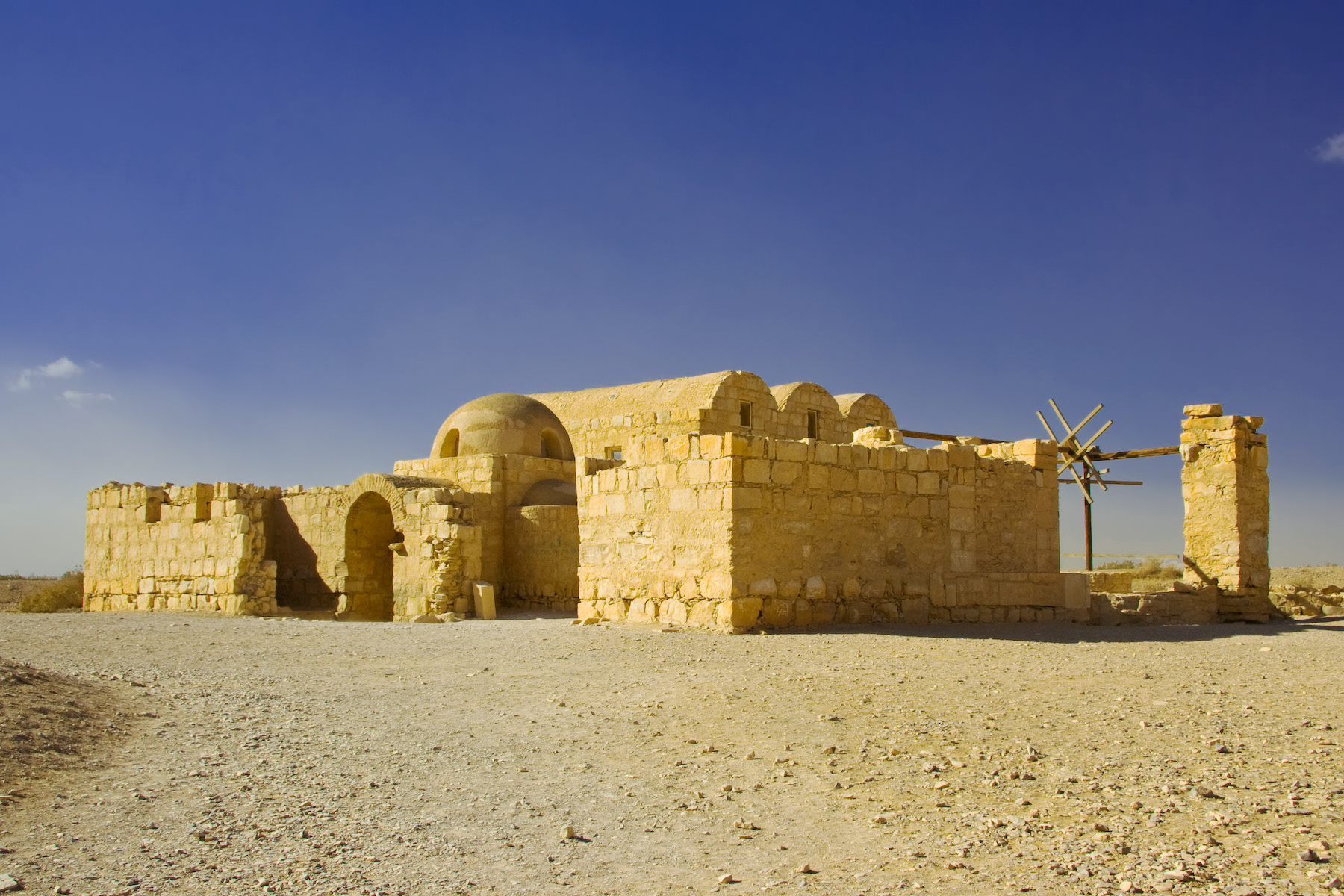
Qusayr Amra, un palazzo nel deserto della Giordania dove i principi omayyadi si abbandonavano a uno stile di vita meno controllato dal severo moralismo islamico.

In seguito alla battaglia di Karbala che portò al massacro di al-Husayn ibn 'Ali, il nipote di Maometto, e dei suoi parenti e compagni da parte dell'esercito degli Omayyadi nel 680, gli alidi presero a spunto questo evento come un grido di battaglia di opposizione contro gli Omayyadi. Anche gli Abbasidi utilizzarono la memoria di Karbala per ottenere il sostegno popolare contro gli Omayyadi.
Il movimento della Hāshimiyya (legato alla Kaysaniyya) fu in gran parte responsabile dell'avvio degli sforzi finali contro la dinastia degli Omayyadi, inizialmente con lo scopo di sostituirli con la famiglia alide. In una certa misura, la ribellione contro gli Omayyadi portava una associazione precoce con le idee sciite. Un certo numero di rivolte sciite contro il dominio degli Omayyadi aveva già avuto luogo, anche se indirizzate dal loro desiderio di insediare gli Alidi. Zayd ibn Ali combatté contro gli Omayyadi in Iraq, mentre 'Abd Allah ibn Mu'awiya stabilì un dominio temporaneo sulla Persia. Il loro assassinio, non solo aumentò il sentimento anti-omayyade tra gli alidi, ma fece sì che essi e il resto dei musulmani in Iraq e in Persia giungessero ad un'azione comune Allo stesso tempo, la cattura e l'uccisione di figure dell'opposizione alide di spicco, rese gli Abbasidi come gli unici contendenti realisticamente capaci di coprire il vuoto che avrebbero lasciato gli Omayyadi.
Gli Abbasidi rimasero defilati, affermando semplicemente di volere una guida della Umma sulla cui scelta come califfo della comunità musulmana sarebbero stati d'accordo. Molti alidi naturalmente diedero per sottinteso che ciò significava un sovrano alide, una convinzione che gli Abbasidi tacitamente incoraggiarono per ottenere il loro sostegno alla causa anti-omayyade. Anche se gli Abbasidi erano membri del clan Banu Hashim, rivale degli Omayyadi, la parola "Hāshimiyya" va riferita ad ʿAbd Allāh b. Muḥammad Ibn al-Ḥanafiyya, detto Abū Hāshim: un nipote di ʿAlī e figlio di Muḥammad Ibn al-Ḥanafiyya.
Secondo la tradizione, ʿAbd Allāh morì nel 717 a Ḥumayma (nelle steppe transgiordaniche) mentre era suo ospite in casa Muhammad ibn 'Ali ibn 'Abd Allah, il capo della famiglia degli Abbasidi, e prima di morire nominò avrebbe designato Muḥammad ibn ʿAlī quale suo successore. Anche se l'aneddoto viene considerato costruito ad arte, al tempo permise agli Abbasidi di raccogliere i sostenitori della rivolta fallita di al-Mukhtar ibn Abi 'Ubayd, che era insorto a suo tempo in Mesopotamia, che divennero i sostenitori di Muḥammad Ibn al-Ḥanafiyya. Con il tempo la rivoluzione prese vigore e la maggior parte dei Kaysaniti alidi giurarono fedeltà alla dinastia abbaside (nel caso della Hāshimiyya), o si erano avvicinati ai sentimenti alidi.

### Malcontento tra i musulmani non arabi
Lo Stato degli Omayyadi è ricordato come uno Stato arabocentrico, essendo gestito da e per il beneficio di coloro che erano etnicamente Arabi e musulmani. I musulmani non arabi si risentirono della loro posizione sociale marginale e vennero facilmente trascinati verso gli Abbasidi in opposizione al dominio degli Omayyadi. Gli arabi dominavano la burocrazia e l'esercito ed alloggiavano al di fuori d'Arabia in strutture fortificate separate dalla popolazione locale. Anche dopo la conversione all'Islam, i non-arabi o Mawali non potevano vivere in queste città di guarnigione. I non arabi non potevano lavorare per il governo né potevano avere posti nell'esercito omayyade e dovevano pagare la jizya, tassa che gravava sui non musulmani. I non-musulmani, sotto il dominio degli Omayyadi, erano soggetti a queste stesse ingiunzioni. I matrimoni misti, tra arabi e non arabi, erano molto rari. Quando accadeva, era consentito solo tra un uomo arabo e una donna non araba, mentre gli uomini non arabi erano generalmente non liberi di sposare donne arabe.
La conversione all'Islam avvenne gradualmente. Se un non-arabo voleva convertirsi all'Islam, non solo doveva rinunciare al suo nome, ma doveva rassegnarsi a rimanere un cittadino di seconda classe. Il non arabo sarebbe stato "adottato" da una tribù araba, anche se non gli sarebbe stato consentito, in realtà, di adottare la nisba ispirata dal nome della tribù, per evitare il rischio di inquinamento della percepita purezza della razza araba. Piuttosto, il non arabo avrebbe preso il cognome di liberto (mawlā) di questa o quella tribù, anche se non era uno schiavo prima della conversione. Questo in sostanza significava che era asservito alla tribù che patrocinava la sua conversione.
Anche se i convertiti all'Islam erano circa il 10% della popolazione nativa - la maggior parte delle persone che vivevano sotto il dominio degli Omayyadi non erano musulmane - questa percentuale era significativa a causa del piccolo numero di arabi. A poco a poco, i musulmani non arabi misero in inferiorità numerica gli arabi musulmani, provocando allarme tra la nobiltà araba. Socialmente, questo pose un problema in quanto gli Omayyadi vedevano l'Islam come proprietà delle famiglie dell'aristocrazia araba. C'era anche un grande problema finanziario nel sistema degli Omayyadi. Se i nuovi convertiti all'Islam, da popoli non arabi, avessero smesso di pagare la tassa della jizya, prevista dal Corano per i non musulmani, l'impero sarebbe andato in bancarotta. Questa mancanza di diritti civili e politici alla fine portò i musulmani non arabi a sostenere gli Abbasidi, nonostante anche questi ultimi fossero arabi.
Anche se i governatori arabi avevano adottato i più sofisticati metodi persiani di amministrazione governativa, i non-arabi non avevano ancora accesso a tali posizioni. I non arabi non potevano vestire alla moda degli Arabi, poiché erano assai forti i sentimenti di superiorità razziale araba coltivati dagli Omayyadi. Gran parte del malcontento portò più tardi, in età abbaside, al sorgere del movimento letterario della shu'ubiyya, che sosteneva l'uguaglianza razziale e culturale dei non arabi con gli arabi. Il movimento guadagnò consensi tra egiziani, siri e berberi, anche se questo movimento fu molto più diffuso tra i persiani.

#### Repressione della cultura persiana

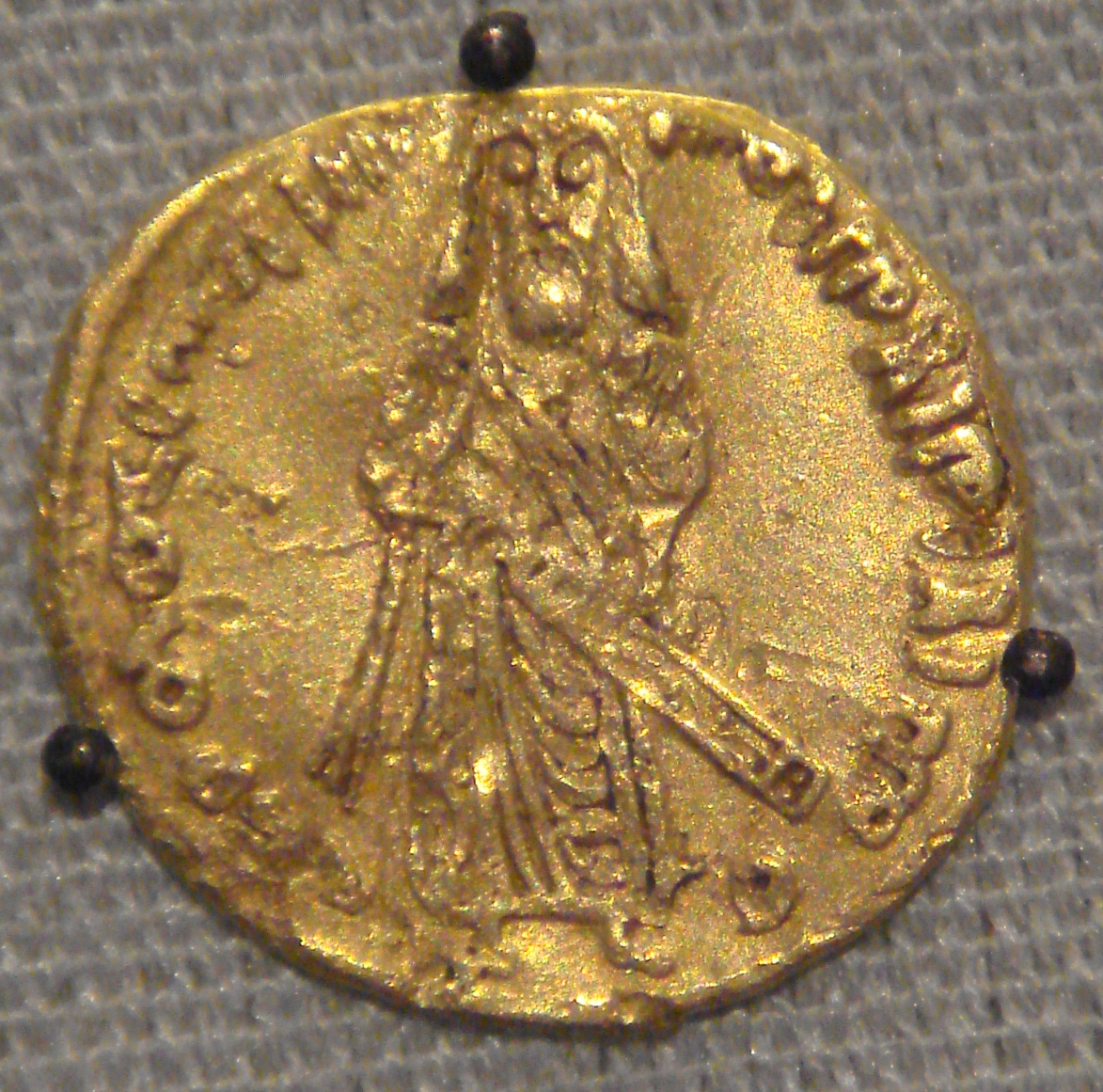
Moneta aurea del califfo omayyade Abd al-Malik ibn Marwan.

L'inizio della conquista islamica della Persia fu abbinata ad un fenomeno di arabizzazione che portò molto scontento tra la popolazione. Il controverso governatore omayyade al-Hajjaj ibn Yusuf fu sconvolto dall'utilizzo del persiano come lingua usata nei tribunali del califfato in Oriente, e ordinò che ogni scritto e parlato persiano dovesse essere soppresso sia nel governo che tra il grande pubblico, anche con la forza se necessario. Storici contemporanei scrissero che al-Hajjaj contribuì alla scomparsa della lingua corasmia, molto vicina al persiano. Quando gli Omayyadi si espansero nel Khwarezm, una roccaforte della civiltà iraniana in Asia centrale, al-Hajjaj avrebbe ordinato l'esecuzione di tutti coloro che sapevano leggere o scrivere la lingua, tanto che solo gli analfabeti rimasero in vita (affermazione destituita peraltro di qualsiasi fondamento documentario).

### Malcontento tra i non musulmani
Il sostegno alla rivoluzione abbaside fu uno dei primi esempi di persone di fedi diverse che si allearono per una causa comune. Ciò fu dovuto in gran parte alle politiche degli Omayyadi, che erano considerati particolarmente oppressive da molti di coloro che professavano una fede diversa dall'Islam. Nel 741, gli Omayyadi stabilirono che i non musulmani non potevano ricoprire posti di governo. Gli Abbasidi erano consci di questo malcontento, e compirono sforzi per bilanciare il loro carattere musulmano con i non musulmani.
La persecuzione degli zoroastriani faceva parte della politica statale durante il periodo omayyade. Con evidente esagerazione si disse che al-Hajjaj avrebbe ucciso tutti gli appartenenti al clero zoroastriano durante la conquista delle terre persiane orientali, bruciando tutta la letteratura zoroastriana e distruggendo la maggior parte degli edifici religiosi. L'aristocrazia non musulmana di Merv (nell'antica Margiana e odierno Turkmenistan) sostenne gli Abbasidi, e mantenne il suo status di classe dirigente privilegiata a prescindere dal suo credo religioso.

## Eventi

### Costruzione
Ad iniziare dal 719, la missione della Hāshimiyya cominciò ad attrarre aderenti nel Khurasan. La sua campagna era stata inquadrata come una forma di proselitismo ed essa cercò il sostegno delle popolazioni per "un membro della Casa del Profeta che sarà gradito a tutti", senza fare esplicita menzione agli Abbasidi. Questa missione ebbe successo sia tra gli arabi sia tra i mawali non arabi, anche se questi ultimi ebbero un ruolo maggiore nella crescita del movimento. Diverse ribellioni – di Kaysaniti, Hashimiyya e alidi in genere – si verificarono negli ultimi anni di regno degli Omayyadi, dopo la seconda guerra civile islamica e la terza.
In quel momento Kufa era il centro dell'opposizione al governo degli Omayyadi, in particolare dei sostenitori di ʿAlī. Nel 741-742 Abu Muslim ebbe il suo primo contatto con i precedenti agenti abbasidi che non avevano riscosso grande successo nella loro opera di propaganda. Era stato presentato al principale rappresentante abbaside, Ibrāhīm, alla Mecca. Intorno al 746, Abu Muslim divenne capo della Hāshimiyya in Khorasan. A differenza delle rivolte alidi che l'avevano preceduta, gli Abbasidi e i loro alleati della Hashimiyya costituirono lentamente un movimento di resistenza clandestina al dominio degli Omayyadi. Vennero usate reti segrete per costruire una base di potere di sostegno nelle terre musulmane orientali al fine di assicurare il successo della rivoluzione. Questa costruzione si svolse, non solo sulla scia della rivolta zaydita in Iraq, ma anche in concomitanza con la grande rivolta berbera, in Iberia e nel Maghreb, con l'insorgere degli ibaditi in Yemen e in Hijaz, e la terza guerra civile islamica in Oriente, con la rivolta di al-Harith ibn Surayj in Khurasan e Asia centrale avvenute poco prima della rivoluzione. Gli Abbasidi approfittarono del momento di grave crisi militare del califfato omayyade, aggredito da varie direzioni, e G. R. Hawting ha affermato che, anche se i governanti omayyadi fossero stati a conoscenza dei preparativi degli Abbasidi, non avrebbero potuto mobilitarsi contro di loro.

#### Rivolta di Ibn Surayj
Nel 746, Ibn Surayj iniziò la sua rivolta a Merv, in un primo tempo senza successo, perdendo il suo più valido collaboratore Jahm bin Safwan. Dopo aver riunito le forze con altre fazioni ribelli, Ibn Surayj si scontrò con gli Omayyadi a Nishapur. Le due fazioni si scontrarono di lì a poco, e quella di Ibn Surayj venne sconfitta. Il Khorasan occidentale, che era controllato all'epoca da 'Abd Allah ibn Mu'awiya, tagliò fuori Ibn Sayyar da Marwan II ad oriente. Nell'estate del 747, Ibn Sayyar chiese la pace, che venne accettata dai restanti ribelli. Il capo dei ribelli fu assassinato, per vendetta, dal figlio di Ibn Surayj mentre nello stesso tempo un'altra rivolta alide era iniziata nei villaggi. I figli dei restanti ricelli, firmarono un accordo di pace e Ibn Sayyar fece ritorno a Merv nell'agosto del 747 – subito dopo che Abu Muslim ebbe dato inizio alla sua rivolta.

### Fase del Khorasan
Il 9 giugno 747 (25 Ramadan 129 dell'Egira), Abū Muslim avviò con successo un'aperta rivolta contro gli Omayyadi, che fu portata avanti sotto il segno dello stendardo nero. che era già stato usato da Ibn Surayj. Intorno a 10 000 uomini erano al comando di Abū Muslim quando ebbero ufficialmente inizio le ostilità a Merv. Il 14 febbraio 748 egli ottenne il controllo di Merv, espellendo il governatore omayyade, Naṣr ibn Sayyār, meno di un anno dopo che questi aveva messo fine alla rivolta di Ibn Surayj, e inviò poi un poderoso esercito verso occidente.
Un ufficiale abbaside di recente arrivato, Qahtaba ibn Shabib, insieme con i suoi figli al-Hasan ibn Qahtaba e Humayd ibn Qahtaba, inseguì Ibn Sayyār a Nishapur e quindi lo spinse più ad ovest a Hecatompylos, nella Persia occidentale. Nel mese di agosto, al-Ṭāʾiʿ sconfisse una forza omayyade di 10 000 uomini nel Gorgan. Ibn Sayyār si unì alle forze del califfo a Rey. Ancora una volta, Ibn Sayyār fuggì ovest e morì il 9 dicembre, 748 nel tentativo di raggiungere Hamadan. Al-Ṭāʾiʿ avanzò verso ovest, attraverso Khorasan, sconfiggendo una forza di 50 000 Omayyadi a Isfahan nel marzo del 749.
A Nihāwand, gli Omayyadi tentarono di opporre la loro ultima resistenza in Khorasan. Le forze omayyadi indietreggiarono verso Hamadān e il resto degli uomini di Ibn Sayyār si riunì con quelli già presenti nella guarnigione. Qaḥṭaba sconfisse un residuo contingente omayyade della Siria mentre suo figlio al-Ḥasan pose l'assedio a Nihāwand per più di due mesi. Le unità militari omayyadi raggiunsero un accordo con gli Abbasidi, ottenendo la libertà dai loro nemici, venendo però tutte messe a morte. Dopo quasi novant'anni, il regno degli Omayyadi in Khorasan aveva avuto fine.
Allo stesso tempo, che al-Ṭāʾiʿ prese Nishapur, Abū Muslim stava rafforzando la presa abbaside sui musulmani nel lontano oriente. I governatori abbasidi vennero nominati in Transoxiana e Battriana, mentre ai ribelli che avevano firmato un accordo di pace con Naṣr ibn Sayyār, venne offerto un accordo di pace con Abū Muslim. Con la pacificazione di ogni ribellione in oriente e la resa di Nihāwand in occidente, gli Abbasidi erano gli indisturbati padroni del Khorasan.

### Fase della Mesopotamia

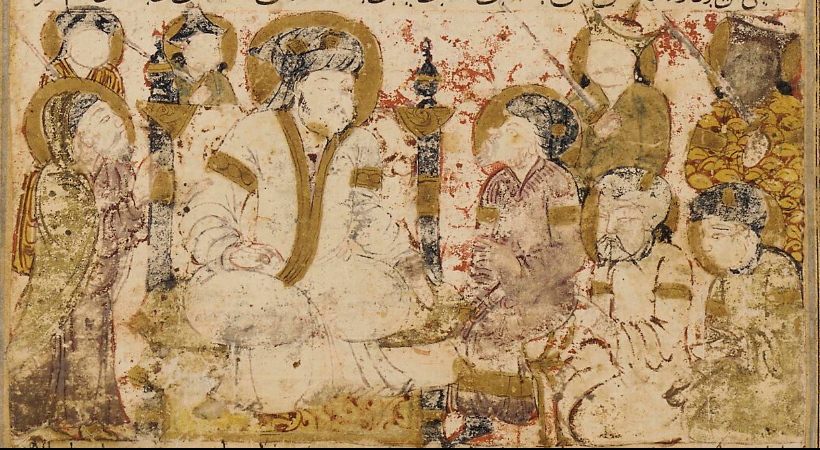
Disegno da un manoscritto di Balʿami raffigurante al-Saffāḥ mentre riceve la bayʿa a Kufa.

Gli Abbasidi non persero tempo nel proseguire dal Khorasan alla volta della Mesopotamia. Nel mese di agosto 749, il comandante omayyade Yazid ibn 'Umar al-Fazari cercò di rispondere alle forze di al-Ṭāʾiʿ prima che potessero raggiungere Kufa. Per non essere da meno, gli Abbasidi lanciarono un raid notturno contro le forze di al-Fazari prima che avessero la possibilità di prepararsi. Durante il raid, al-Ṭāʾiʿ stesso venne ucciso in battaglia. Nonostante la perdita, al-Fazari fuggì con le sue forze verso Wasit. L'assedio di Wasit durò da agosto del 749 al luglio del 750. Anche se gli Abbasidi avevano perso un importante comandante militare, una gran parte delle forze omayyadi era essenzialmente intrappolata all'interno di Wāsiṭ e poté essere lasciata nella sua prigione virtuale, mentre venivano svolte azioni militari più aggressive.
Contemporaneamente all'assedio del 749, gli Abbasidi attraversarono l'Eufrate e presero Kufa. Il figlio di Khalid al-Qasri – un ufficiale omayyade caduto in disgrazia e che era stato torturato a morte un paio di anni prima - avviò una rivolta filo-abbaside a partire dalla cittadella della città. Il 2 settembre, 749, al-Ḥasan b. Qaḥṭaba entrò in città e prese posizione. Successe una certa confusione quando Abū Salama, un ufficiale abbaside, spinse per un leader alide. Un confidente di Abū Muslim, Abū Jahm, riferì cosa stava succedendo, e gli Abbasidi agirono preventivamente. Venerdì, 28 novembre 749, prima della fine dell'assedio di Wāsiṭ, Abū l-ʿAbbās al-Saffāḥ, il pronipote dello zio di Maometto, al-ʿAbbās, venne riconosciuto come il nuovo califfo nella moschea di Kufa.
Rapidamente come le forze di Qahtaba marciarono dal Khorasan a Kufa, così fecero le forze di ʿAbd Allāh ibn ʿAlī e Abu 'Awn 'Abd al-Malik ibn Yazid verso Mawṣil. A quel punto Marwān II spostò le truppe da Ḥarrān e avanzò verso la Mesopotamia. Il 16 gennaio 750 le due forze si incontrarono sulla riva sinistra di un affluente del Tigri, nella Battaglia del Grande Zab, e nove giorni dopo Marwān II venne sconfitto e il suo esercito completamente distrutto. La battaglia è considerata come quella che segnò definitivamente il destino degli Omayyadi. Tutte le forze di Marwān II fuggirono attraverso la Siria, in Egitto, con ogni città omayyade che si arrese agli Abbasidi che si erano posti al loro inseguimento.
Damasco cadde in aprile, e in agosto, Marwān II e la sua famiglia, vennero rintracciati da una piccola forza guidata da Abu ʿAwn e Salih Ibn Ali (il fratello di ʿAbd Allāh ibn ʿAlī) e ucciso in Egitto. Al-Fazari, il comandante omayyade di Wāsiṭ, resistette anche dopo la sconfitta di Marwān II nel mese di gennaio. Gli Abbasidi gli promisero l'amnistia nel mese di luglio, ma subito dopo che uscì dalla fortezza lo uccisero. Dopo quasi tre anni di ribellione, il califfato degli Omayyadi era definitivamente battuto.

## Tattiche

### Eguaglianza etnica
Militarmente, l'organizzazione delle unità degli Abbasidi era progettata con l'obiettivo della parità etnica e razziale. Quando Abu Muslim reclutò ufficiali arabi e persiani lungo la via della seta, li registrò non in base alle loro affiliazioni tribali o etnico-nazionali, ma sui loro luoghi di residenza attuale. Questo ridusse notevolmente la solidarietà tribale e etnica e sostituendo entrambi i concetti con un senso di interessi comuni tra gli individui.

### Propaganda
La rivoluzione abbaside fornisce un primo esempio medievale dell'efficacia della propaganda. Lo stendardo nero srotolato all'inizio della fase di apertura della rivoluzione, portò toni messianici riferiti alle ribellioni non riuscite del passato, da parte dei membri della famiglia di Maometto, con marcata escatologia e inclinazioni millenarie. Gli Abbasidi – i loro capi discendevano dallo zio di Maometto, al-ʿAbbās ibn ʿAbd al-Muṭṭalib – erano in attesa di vivaci rievocazioni storiche per l'omicidio del nipote di Maometto, Husayn ibn Ali, da parte dell'esercito del secondo sovrano omayyade Yazid I, seguito da promesse di castigo di dio. Venne messa a fuoco accuratamente l'eredità della famiglia di Maometto, mentre i dettagli di come gli Abbasidi in realtà governarono non sono stati menzionati. Mentre gli Omayyadi avevano principalmente speso le loro energie nel cancellare la linea alide della famiglia del Profeta, gli Abbasidi rividero accuratamente le cronache musulmane nel mettere un accento più pesante sulla relazione tra Maometto e suo zio.
Gli Abbasidi trascorsero più di un anno a preparare la loro organizzazione di propaganda (daʿwa) contro gli Omayyadi. Ci furono un totale di settanta propagandisti in tutta la provincia di Khorasan, che operavano sotto le direttive di dodici funzionari centrali.

### Segretezza
La rivoluzione abbaside fu caratterizzata da una serie di tattiche che erano assenti nelle altre ribellioni anti-omayyadi fallite in quell'epoca. La prima fra tutte fu la segretezza. Mentre quelle degli sciiti e altre ribellioni erano guidati da leader noti pubblicamente, ponendo richieste chiare e ben definite, gli Abbasidi nascosero non solo le loro identità ma anche la loro preparazione e la mera esistenza. As-Saffah stava per diventare il primo califfo abbaside, ma non si fece avanti per ricevere il pegno di fedeltà da parte dei cittadini fino a dopo che il califfo omayyade e un gran numero di suoi principi vennero uccisi.
Abu Muslim al-Khorasani, che era il comandante militare primario abbaside, era particolarmente misterioso; anche il suo nome, che letteralmente significa "padre di un musulmano della grande, zona pianeggiante dell'impero musulmano orientale" non fornì informazioni significative su di lui personalmente. Ancora oggi, anche se gli studiosi sono sicuri che sia veramente esistito, vi è un ampio consenso sul fatto che tutte le ipotesi concrete sulla sua vera identità sono dubbie. Abu Muslim scoraggiava richieste di informazioni circa le sue origini, sottolineando che la sua religione e il luogo di residenza erano tutto ciò che importava.
Chiunque fosse, Abu Muslim costruì una rete segreta del sentimento pro-abbaside tra gli ufficiali militari arabi e persiani lungo le città guarnigione della via della seta. Attraverso queste reti, Abu Muslim assicurò il supporto armato agli Abbasidi di una forza multi-etnica prima che iniziasse la rivoluzione. Queste reti si dimostrarone essenziali, come gli ufficiali di guarnigione lungo la Via della Seta avevano impiegato anni a combattere le feroci tribù turche dell'Asia centrale e furono esperti e rispettati tattici e guerrieri.

## Conseguenze

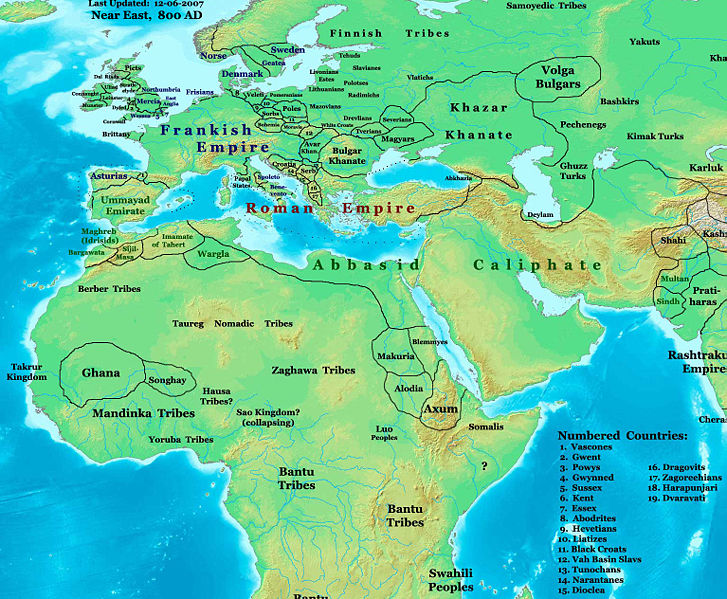
Confini della regione nell'800.

I vincitori profanarono le tombe degli Omayyadi nella Grande Siria, risparmiando solo quella di ʿUmar II, e la maggior parte degli altri membri della famiglia degli Omayyadi fu rintracciata e trucidata. Quando gli Abbasidi dichiararono l'amnistia per i membri della famiglia degli Omayyadi, ottanta di essi si riunirono a sulle sponde del fiume Abī Fuṭrus (odierno Yarkon) per ricevere la grazia, ma vennero tutti massacrati.
Nel periodo immediatamente successivo, gli Abbasidi decisero di consolidare il loro potere contro gli ex alleati ora visti come rivali. Cinque anni dopo la fine della rivoluzione, Abū Muslim fu accusato di eresia e tradimento dal secondo califfo abbaside al-Manṣūr e venne giustiziato presso il palazzo, nel 755, nonostante avesse ricordando ad al-Manṣūr che era stato lui (Abū Muslim) che aveva porto al potere gli Abbasidi, e i suoi compagni di viaggio erano stati indotti al silenzio. Scontento per la brutalità del califfo e ammirazione per Abū Muslim portarono a ribellioni contro la dinastia degli Abbasidi in tutto il Khorasan e il Kurdistan.
Anche se gli sciiti furono fondamentali per il successo della rivoluzione, gli Abbasidi tentarono di rivendicare l'ortodossia alla luce degli eccessi Omayyadi che portarono alla continua persecuzione degli sciiti. D'altra parte, i non musulmani riconquistarono i posti di governo che avevano perso sotto gli Omayyadi. Ebrei, Nestoriani, Zoroastriani e anche Buddhisti vennero reintegrati in un impero più cosmopolita centrato intorno alla nuova, etnicamente e religiosamente diversa, città di Baghdad.
Gli Abbasidi divennero essenzialmente burattini dei governanti secolari a partire dal 950, anche se il loro lignaggio, come califfi nominali, continuò fino al 1258, quando le orde mongole uccisero l'ultimo califfo abbaside di Baghdad. Il periodo di vero e proprio governo diretto degli Abbasidi durò quasi esattamente duecento anni.
Un nipote di Hisham ibn 'Abd al-Malik, ʿAbd al-Raḥmān I, sopravvisse e fondò un Emirato, chiamato al-Andalus, nella Iberia) dopo cinque anni di viaggio verso occidente. Nel corso di trent'anni, spodestò il regnate Fihrids e resistette alle incursioni degli Abbasidi per fondare l'Emirato di Cordoba. Questa è considerata un'estensione della dinastia degli Omayyadi, e regnò su Cordoba dal 756 al 1031.

## Eredità
La rivoluzione abbaside fu di grande interesse sia per gli storici occidentali che musulmani. Secondo il professore di sociologia della State University of New York, Saïd Amir Arjomand, le interpretazioni analitiche della rivoluzione sono rare, con la maggior parte delle discussioni allineate dietro all'interpretazione degli eventi vista dalla parte persiana o araba. Spesso, i primi storici europei, visualizzarono il conflitto solo come una rivolta dei non arabi contro gli arabi. Bernard Lewis, professore emerito di Studi del Vicino Oriente presso l'Università di Princeton, fa notare che mentre la rivoluzione è stata spesso caratterizzata da una vittoria persiana e da una sconfitta araba, il califfo era ancora arabo, la lingua di amministrazione era ancora l'arabo e la nobiltà araba non fu costretta a rinunciare alle sue proprietà terriere; piuttosto, gli arabi sono stati semplicemente costretti a condividere i frutti dell'impero con le altre razze.

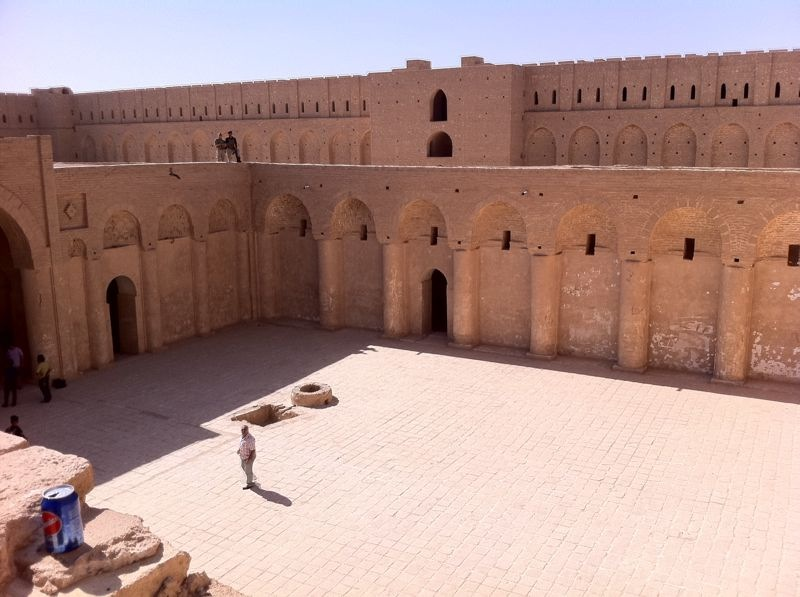
La fortezza Al-Ukhaidir, un primo esempio di architettura Abbaside.

Charles William Previté-Orton sostiene che la ragione del declino degli Omayyadi fu la rapida espansione dell'Islam. Durante il periodo omayyade, le conversioni di massa portarono i persiani, berberi, copti e assiri a convertirsi all'islam. Questi "clienti", come gli arabi li chiamavano, erano spesso più istruiti e più civili dei loro padroni arabi. I nuovi convertiti, sulla base di uguaglianza di tutti i musulmani, trasformarono il panorama politico. Previte-Orton sostiene inoltre che la faida tra Siria e Iraq indebolì ulteriormente l'impero.
La rivoluzione portò alla liberazione di persone non arabe che si erano convertite all'Islam, concedendo loro l'uguaglianza sociale e spirituale con gli arabi. Con la rimozione delle restrizioni sociali, l'Islam cambiò da un impero etnico arabo a una religione mondiale universale. Ciò portò ad un grande scambio culturale e scientifico conosciuto come l'epoca d'oro islamica, con la maggior parte delle realizzazioni nate sotto gli Abbasidi. Ciò che è stata più tardi conosciuta come la civiltà e la cultura islamica è stato definito dagli Abbasidi, piuttosto che dai precedenti Rashidun e Omayyadi. Nuove idee in tutti i settori della società vennero accettate a prescindere dalla loro origine geografica, e iniziò l'emergere di istituzioni sociali che erano islamiche piuttosto che arabe. Anche se una classe di clero musulmano era assente nel primo secolo dell'Islam, fu con la rivoluzione abbaside e dopo essi gli Ulama, apparvero come una forza nella società, posizionandosi come gli arbitri di giustizia e di ortodossia.
Con lo spostamente verso oriente della capitale, da Damasco a Baghdad, l'impero abbaside alla fine ha assunse un carattere spiccatamente persiano, in contrasto con il carattere arabo dei Omayyadi. I governanti divennero sempre più autocratici, a volte rivendicando il diritto divino in difesa delle loro azioni.

## Storiografia
Una storia accurata e completa della rivoluzione si è rivelata difficile da compilare per una serie di motivi. Non ci sono racconti contemporanei, e la maggior parte delle fonti sono state scritte più di un secolo dopo la rivoluzione. Poiché la maggior parte le fonti storiche sono state scritte sotto il dominio degli Abbasidi, la descrizione dei Omayyadi deve essere presa cum grano salis; visto che tali fonti descrivono gli Omayyadi, nella migliore delle ipotesi, come semplici segnaposto tra i Rashidun e gli abbasidi.
La storiografia della rivoluzione è particolarmente significativa a causa della dominanza degli abbasidi nella maggior parte delle prime narrazioni storiche musulmane; fu durante il loro regno che la storia divenne indipendente dalla scrittura nel mondo islamico. Il periodo iniziale di duecento anni in cui gli Abbasidi effettivamente mantennero, di fatto, il potere sul mondo musulmano, coincisero con la prima stesura della storia musulmana. Un altro punto da notare è che, mentre la rivoluzione abbaside portò sfumature religiose contro gli irreligiosi e quasi laici Omayyadi, una separazione tra la moschea e lo Stato si verificò sotto gli abbasidi. Le indagini storiografiche spesso si concentrano sulla solidificazione del pensiero e dei riti musulmani sotto gli Abbasidi, con i conflitti tra le diverse classi di governanti e chierici che diedero luogo a eventuali separazioni dell'impero della religione dalla politica.